# Verteidigungsfall (Deutschland)
Der Verteidigungsfall (V-Fall) ist der rechtliche Status der Bundesrepublik Deutschland, der festgestellt wird, wenn ihr Staatsgebiet mit „Waffengewalt“ angegriffen wird oder ein solcher Angriff unmittelbar droht. Der Verteidigungsfall bzw. die Regelungen zu seiner Feststellung und die Folgen der Feststellung sind im Abschnitt Xa (Art. 115a bis 115l) des Grundgesetzes (GG) geregelt. Die Regelungen wurden zusammen mit einigen anderen Änderungen (Notstandsverfassung) durch das „Siebzehnte Gesetz zur Ergänzung des Grundgesetzes“ vom 24. Juni 1968 ins Grundgesetz eingefügt.
Die Notstandsverfassung war umstritten. Sie wurde von der Großen Koalition (1966–1969) aus CDU/CSU und SPD gegen den Widerstand der FDP und außerparlamentarischer Gruppen durchgesetzt.
Die Organisation Gehlen sprach von E-System oder E-Fall.

## Feststellung

### Normalfall (gegebene Handlungsfähigkeit des Bundestages)
Beim Verteidigungsfall handelt es sich nach Art. 115a GG um „die Feststellung, dass das Bundesgebiet mit Waffengewalt angegriffen wird oder ein solcher Angriff unmittelbar droht.“ Die Feststellung des Verteidigungsfalles obliegt dem Bundestag; der Bundesrat muss zustimmen. Der entsprechende Antrag muss von der Bundesregierung gestellt werden. Die Feststellung im Bundestag erfolgt mit der Mehrheit von zwei Dritteln der abgegebenen Stimmen, mindestens aber mit den Stimmen der absoluten Mehrheit der Gesamtzahl seiner Mitglieder. Im Bundesrat ist die absolute Mehrheit der Stimmen erforderlich.
Die angreifende Macht muss dabei nicht mit Truppen die Grenzen der Bundesrepublik überschreiten. Fernwaffenbeschuss etwa genügt zur Feststellung des Angriffes.
Die Feststellung, dass ein Angriff unmittelbar bevorstehe, ist problematisch, da hierbei die politische und strategische Situation sowie die Absichten des potenziellen Angreifers analysiert werden müssen, wobei stets die Gefahr der Fehleinschätzung besteht. In jedem Fall muss es konkrete Verdachtsmomente geben, dass ein solcher Angriff mit großer Wahrscheinlichkeit erfolgen wird. 
Dem Verteidigungsfall vorgeschaltet ist der Spannungsfall. Der Deutsche Bundestag kann der Anwendung einzelner für den Spannungs- und Verteidigungsfall vorgesehenen Rechtsvorschriften bereits vor deren Eintritt nach Art. 80a Absatz 1 Satz 1 2. Alternative (GG) besonders zustimmen (sogenannter Zustimmungsfall). 

### Formale Feststellung im Ausnahmefall (Handlungsunfähigkeit des Bundestages)
Ist der Bundestag allerdings nicht in der Lage, einen entsprechenden Beschluss zu fällen, sei es, weil seinem Zusammentritt unüberwindliche Hindernisse entgegenstehen oder er beschlussunfähig ist, so wird der Verteidigungsfall vom Gemeinsamen Ausschuss festgestellt, sofern „die Lage unabweisbar ein sofortiges Handeln“ (Art. 115a Abs. 2 S. 1 GG) erfordert. Für das Quorum gilt die gleiche Regelung wie beim Bundestag: Es müssen zwei Drittel der abgegebenen Stimmen, mindestens aber die Stimmen der Mehrheit der Mitglieder des Gemeinsamen Ausschusses der Feststellung des Verteidigungsfalles zustimmen.
Diese Möglichkeit der Machtübernahme durch den Gemeinsamen Ausschuss wurde während der Diskussion um die Notstandsgesetzgebung scharf kritisiert: Durch die Regelung könnten staatsstreichartig die Befugnisse von Bundestag und Bundesrat zusammengelegt und die eigentlichen Verfassungsorgane ausgeschaltet werden. Die Zustimmung des Bundestags muss allerdings schnellstmöglich nachgeholt werden.
Wenn ein bewaffneter Angriff bereits im Gange ist, aber weder Bundestag noch Gemeinsamer Ausschuss sofort den Verteidigungsfall feststellen können, so gilt der Verteidigungsfall in dem Augenblick als beschlossen und verkündet, in dem der Angriff begonnen hat. Dieser Zeitpunkt wird vom Bundespräsidenten so bald wie möglich verkündet.

### Formale Verkündung
Ist der Verteidigungsfall formal festgestellt, so wird diese Feststellung vom Bundespräsidenten im Bundesgesetzblatt verkündet. Ist diese Verkündung im Bundesgesetzblatt nicht möglich, so erfolgt die Verkündung in anderer Weise, in der Regel über die Medien. Die Feststellung im Bundesgesetzblatt ist so bald wie möglich nachzuholen.

### Feststellung bei einem terroristischen Angriff
Seit Anfang Mai 2006 gibt es Pläne der Bundesregierung, einen terroristischen Angriff in der Art der Terroranschläge am 11. September 2001 als Angriff einer feindlichen Macht mit Waffengewalt auf das Bundesgebiet einzustufen, der eine sofortige Gefahrenabwehr erfordere. Grundlage dieser Einschätzung ist, dass der UN-Sicherheitsrat die am 11. September 2001 verübten Anschläge als einen militärischen Schlag bewertet hat und die NATO ihn als Bündnisfall ansieht. Da anzunehmen ist, dass bei einem terroristischen Angriff dieser Art weder Bundestag noch Gemeinsamer Ausschuss rechtzeitig eine Entscheidung treffen könnten, könnte es sich um einen Fall gemäß Art. 115a Abs. 4 GG handeln, nachdem die Feststellung des Verteidigungsfalles als getroffen und als zu dem Zeitpunkt verkündet gilt, an dem der Angriff begonnen hat.
Das Ziel dieser Pläne ist, den Inhalt des vom Bundesverfassungsgericht für nichtig erklärten Luftsicherheitsgesetzes, das die Möglichkeit eines Abschusses von entführten Passagierflugzeugen beinhaltet hatte, gesetzeskonform zu erhalten. Das Bundesverfassungsgericht hatte geurteilt, dass es der Regierung nicht erlaubt sei, Menschenleben gegeneinander abzuwägen. Dies ist laut Werner Heun (Mitautor eines Gesetzeskommentars zum Grundgesetz) in der Ausnahmesituation des Verteidigungsfalls dem Staat jedoch schon jetzt erlaubt. Wenn ein Terrorangriff mit einem Zivilflugzeug als Verteidigungsfall einzustufen ist, wäre somit Heun zufolge schon jetzt der Abschuss eines mit Unschuldigen besetzten Flugzeugs möglich. Diese Ansicht stellt heute eher eine Mindermeinung dar.
Nach überwiegender Meinung (Stand: 2020) kann ein zeitlich und örtlich begrenzter terroristischer Anschlag ebenso wie ein Cyber-Angriff nur dann zum Verteidigungsfall führen, wenn durch die dadurch ausgelöste Destabilisierung die Existenz des Staatswesens bedroht wird. Im Falle von Katastrophen kann durch Notstandsvorschriften die Bundeswehr in spezifischer Weise im Inneren eingesetzt werden, ohne den Verteidigungsfall auszurufen.

### Völkerrechtliche Erklärungen
Der Bundespräsident kann – sobald die Feststellung des Verteidigungsfalls verkündet und das Bundesgebiet mit Waffengewalt angegriffen wird – mit Zustimmung des Bundestages oder (im Falle von dessen Handlungsunfähigkeit) mit Zustimmung des Gemeinsamen Ausschusses völkerrechtliche Erklärungen über das Bestehen des Verteidigungsfalls abgeben. Er kann insbesondere erklären, dass sich Deutschland mit dem Angreifer im Kriegszustand befindet. Die Abgabe dieser Erklärungen ist allerdings erst zulässig, wenn das Bundesgebiet tatsächlich angegriffen wird. Ist zwar der Verteidigungsfall im normalen Verfahren festgestellt, der Angriff aber noch nicht erfolgt, so findet diese Regelung (noch) keine Anwendung.

## Übergang der Befehls- und Kommandogewalt
Im Verteidigungsfall geht die Befehls- und Kommandogewalt über die Bundeswehr vom Bundesminister der Verteidigung auf den Bundeskanzler über. Dieser vereinigt in seiner Person dann die politische und die militärische Entscheidungsgewalt. Die Regelung wird deshalb umgangssprachlich auch als „Lex Churchill“ bezeichnet, da der britische Premierminister Winston Churchill während des Zweiten Weltkrieges ebenfalls die Kompetenzen des Regierungschefs und des Oberbefehlshabers auf sich vereinigt hatte. Diese Konzentration der Machtbefugnisse auf den Bundeskanzler war umstritten.

## Veränderung der Gesetzgebungskompetenzen

### Erweiterung der Gesetzgebungskompetenzen
Mit Verkündung des Verteidigungsfalles erhält gemäß Art. 115c Abs. 1 S. 1 GG der Bund das Recht der konkurrierenden Gesetzgebung auch auf jenen Gebieten, auf denen in Friedenszeiten die Länder die Zuständigkeit besitzen. Solche Gesetze bedürfen der Zustimmung des Bundesrates, Art. 115c Abs. 1 S. 2 GG.
Ferner können Enteignungen vorläufig geregelt und die Regelungen über den Freiheitsentzug zu Ungunsten des Bürgers gemäß Art. 115c Abs. 2 Nr. 1 GG verschärft werden. Ebenso können für den Verteidigungsfall zur Abwehr eines Angriffes durch Bundesgesetz mit Zustimmung des Bundesrates die Vorschriften über die Verwaltung und die Finanzverfassung abweichend von den im Frieden geltenden Regeln gefasst werden, Art. 115c Abs. 3 GG. Dabei ist aber die Lebensfähigkeit der Nichtbundesebenen aufrechtzuerhalten.
Zu diesem Zwecke können gemäß Art. 115c Abs. 4 GG verschiedene sogenannte Sicherstellungs- und Vorsorgegesetze erlassen werden, die erst im Verteidigungsfall Anwendung finden. Damit soll sichergestellt werden, dass wohlüberlegte Regelungen schon in Friedenszeiten für die wahrscheinlich chaotischere Zeit des Verteidigungsfalles festgelegt werden.

### Verkürzung des Gesetzgebungsverfahrens
Ebenso können im Verteidigungsfall Gesetze, die die Bundesregierung als dringlich bezeichnet, von Bundestag und Bundesrat gemeinsam behandelt werden. Auch die Verkündung ist vereinfacht: Ist sie unter den gegebenen Umständen nicht im Bundesgesetzblatt möglich, so kann sie zunächst auch in anderer Weise erfolgen, etwa im Rundfunk oder der Tagespresse.

### Geltungsdauer
Während des Verteidigungsfalls setzen Gesetze, die auf Grund der erweiterten Gesetzgebungsbefugnisse des Bundes erlassen werden, Gesetze des Gemeinsamen Ausschusses und Gesetze bezüglich des Bundesverfassungsgerichts entgegenstehendes Recht außer Kraft. Dies gilt nicht für Gesetze, die schon vor dem Verteidigungsfall für diesen beschlossen worden sind, insbesondere also die Vorsorgegesetze. Auch hier sollen einerseits der Machtfülle des Gemeinsamen Ausschusses, andererseits aber auch der möglicherweise überhasteten Gesetzgebung im Krieg Grenzen gesetzt werden.
Gesetze des Gemeinsamen Ausschusses und auf ihnen basierende Rechtsverordnungen treten spätestens sechs Monate nach Ende des Verteidigungsfalls außer Kraft.
Gesetze, die von den grundgesetzlichen Vorschriften über die Gemeinschaftsaufgaben und über gewisse Artikel der Finanzverfassung abweichen, treten spätestens am Ende des zweiten auf das Ende des Verteidigungsfalls folgenden Rechnungsjahres außer Kraft.
Der Bundestag kann Gesetze des Gemeinsamen Ausschusses jederzeit aufheben. Dazu ist die Zustimmung des Bundesrates erforderlich. Der Bundesrat kann den Bundestag auffordern, über die Aufhebung eines solchen Gesetzes abzustimmen. Sonstige Maßnahmen des Gemeinsamen Ausschusses oder der Bundesregierung sind auf Verlangen des Bundestages und des Bundesrates aufzuheben.

## Stellung der Verfassungsorgane

### Gemeinsamer Ausschuss
Der Gemeinsame Ausschuss kann mit der Mehrheit von zwei Dritteln der abgegebenen Stimmen, mindestens jedoch mit den Stimmen der Mehrheit seiner Mitglieder feststellen, dass dem rechtzeitigen Zusammentritt des Bundestages unüberwindliche Hindernisse entgegenstehen oder dieser nicht beschlussfähig ist (Art. 115a Abs. 2 GG). Ab diesem Zeitpunkt nimmt der Gemeinsame Ausschuss die Stellung von Bundestag und Bundesrat ein und nimmt die Rechte dieser beiden obersten Verfassungsorgane einheitlich wahr. Es gilt somit das Einkammersystem.
Der Gemeinsame Ausschuss kann also selbst feststellen, dass die Bedingungen erfüllt sind, unter denen er zum Notparlament der Bundesrepublik wird. Diese Regelung hat bei der Beschlussfassung über die Notstandsgesetze starken Widerstand ausgelöst. Allerdings handelt es sich hierbei nach Meinung des Grundgesetzgebers um die beste Möglichkeit, die Handlungsfähigkeit der Bundesrepublik und zumindest eine gewisse parlamentarische Kontrolle zu gewährleisten. Außerdem hat der Bundestag mit Zustimmung des Bundesrates jederzeit das Recht, den Verteidigungsfall für beendet zu erklären (Art. 115l Abs. 2 GG).
Die Befugnisse des Gemeinsamen Ausschusses sind insofern beschränkt, als er keine Änderung oder Außerkraftsetzung des Grundgesetzes und auch keine Gesetze bezüglich der Europäischen Union, der Mitgliedschaft der Bundesrepublik in zwischenstaatlichen Organisationen und der Länderneugliederung beschließen kann (Art. 115e Abs. 2 GG).

### Bundesregierung
Die Bundesregierung kann im Verteidigungsfall die Bundespolizei im gesamten Bundesgebiet einsetzen und den Landesregierungen und Landesbehörden Weisungen erteilen. Die parlamentarischen Gremien sind hiervon zu unterrichten.
Muss der Bundeskanzler durch den Gemeinsamen Ausschuss neu gewählt werden (weil der bisherige Amtsinhaber nicht mehr in der Lage ist, das Amt weiterzuführen), so wählt der Gemeinsame Ausschuss mit der Mehrheit seiner Mitglieder auf Vorschlag des Bundespräsidenten einen neuen Bundeskanzler. Will der Gemeinsame Ausschuss den Bundeskanzler durch konstruktives Misstrauensvotum abwählen, so bedarf dies der Stimmen von zwei Dritteln der Mitglieder des Ausschusses.

### Bundesverfassungsgericht
Die verfassungsrechtlichen Befugnisse und Aufgaben des Bundesverfassungsgerichtes dürfen während des Verteidigungsfalles nicht beeinträchtigt werden (Art. 115g S. 1 GG). Das Bundesverfassungsgericht hat eine Art Veto-Recht gegen Änderungen des Gesetzes über das Bundesverfassungsgericht, sofern ein solches Änderungsgesetz vom Gemeinsamen Ausschuss beschlossen werden soll. Bis ein solches Gesetz beschlossen ist, kann das Bundesverfassungsgericht selbstständig die zur Aufrechterhaltung seiner Funktionsfähigkeit notwendigen Regelungen erlassen. Hierdurch soll verhindert werden, dass die chaotischen Verhältnisse während des Verteidigungsfalles dazu genutzt werden, das Bundesverfassungsgericht in seiner Gesamtheit für spätere Zeit auszuschalten.

### Wahlperioden
Laufen während des Verteidigungsfalles Wahlperioden von Verfassungsorganen ab, so werden sie bis nach dem Verteidigungsfall verlängert. Dabei wird
- die Wahlperiode von Bundestag und Landtagen bis sechs Monate,
- die Amtszeit des Bundespräsidenten oder seine Vertretung durch den Bundesratspräsidenten bis neun Monate,
- die Amtszeit eines Mitglieds des Bundesverfassungsgerichts bis sechs Monate

nach dem Ende des Verteidigungsfalls verlängert, Art. 115 h Abs. 1 GG.
Die Auflösung des Bundestags ist während des Verteidigungsfalls ausgeschlossen, Art. 115 h Abs. 3 GG.

### Landesregierungen
Sind die Bundesorgane außer Stande, die Maßnahmen zu treffen, die zur Abwehr der unmittelbar bestehenden Gefahr notwendig sind, so haben die Landesregierungen die Befugnisse, die das Grundgesetz für den Verteidigungsfall der Bundesregierung einräumt. Derartige Maßnahmen können von einer wieder handlungsfähigen Bundesregierung jederzeit aufgehoben werden.

## Ende des Verteidigungsfalls

### Beendigung des Verteidigungsfalls
Der Verteidigungsfall kann vom Bundestag mit einfacher Mehrheit und mit Zustimmung des Bundesrates für beendet erklärt werden. Er muss für beendet erklärt werden, wenn kein Angriff mehr auf die Bundesrepublik stattfindet und ein solcher Angriff auch nicht mehr unmittelbar bevorsteht. Der Bundesrat kann verlangen, dass der Bundestag die Beendigung des Verteidigungsfalls beschließt.

### Friedensschluss
Über einen Friedensschluss wird durch ein Bundesgesetz entschieden.